# Sudice, Opava

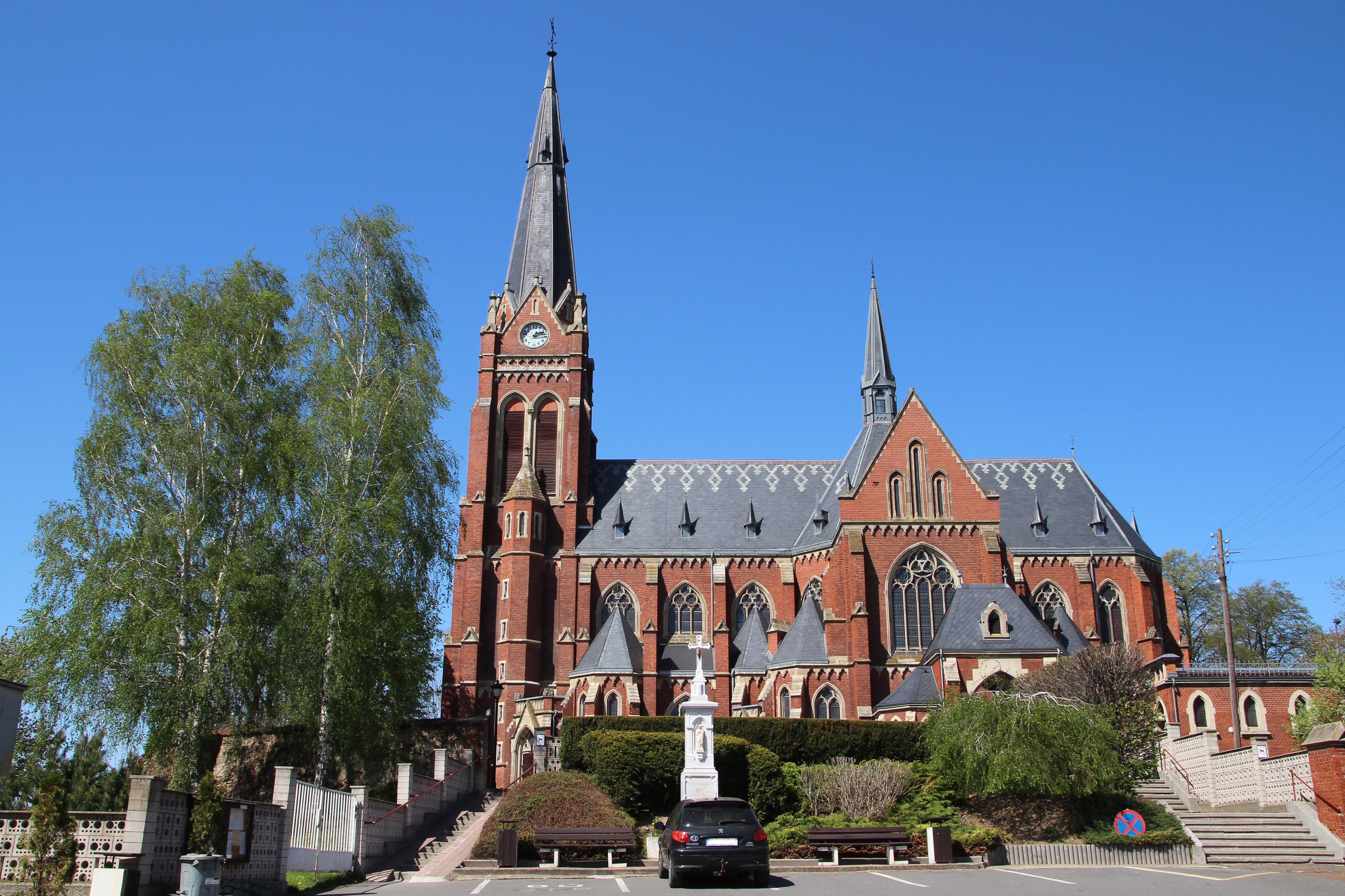

Sudice là một làng thuộc huyện Opava, vùng Moravskoslezský, Cộng hòa Séc.